# Макарово (Алтайский край)
Макарово — село в Шелаболихинском районе Алтайского края, Россия. Административный центр Макаровского сельсовета.

## История
В 1781 году Указом Канцелярии Колывано-Воскресенского горного начальства была заведена на Обском левобережье у речки Свинка деревня Макарова. В четвертую ревизию 1782 года в деревне Макаровой были учтены 54 жителя, в том числе 29 мужского и 25 женского пола. Название деревня получила по имени первопоселенца Макара Михайловича Куликова. В пятую ревизию 1795 года в деревне Макаровой были учтены 77 жителей, в том числе 47 душ мужского и 30 женского пола. Ко времени восьмой ревизии 1834 года население удвоилось. Тогда в Макаровой проживали 152 человека, в том числе 79 мужского и 73 женского пола. Наибольшее число жителей в этом населенном пункте показано в списке 1911 года. Тогда в деревне Макаровой Обской волости было 509 дворов, в них 3143 жителя, в том числе 1556 мужского и 1587 женского пола.
По данным 1911 года в селе насчитывалось 3143 жителя — 1556 мужского и 1587 женского пола, всего на 20 человек меньше, чем в волостном центре Шелаболиха..

## География
Село находится у реки Свинка, притока реки Кулунда.
Уличная сеть
В селе 6 улиц: Боровая, Заводская, Орловская, Первомайская, Песчаная, Удивительная и 1 переулок Школьный.
Расстояние до
- районного центра Шелаболиха 44 км.
- краевого центра Барнаул 118 км[7].

Ближайшие населенные пункты
Усть-Мосиха 5 км, Сосновка 10 км, Куликово 12 км, Березовка 12 км, Юдиха 16 км, Верх-Кучук 17 км

## Население
| 1997 | 1998 | 1999 | 2000 | 2001 | 2002 | 2003 |
| ---- | ---- | ---- | ---- | ---- | ---- | ---- |
| 862  | ↗863 | ↘832 | →832 | ↘810 | ↘806 | ↘752 |
| 2004 | 2005 | 2006 | 2007 | 2008 | 2009 | 2010 |
| ↘734 | ↘720 | ↘701 | ↘668 | ↗684 | ↘625 | ↘517 |
| 2011 | 2012 | 2013 | 2014 | 2015 | 2016 | 2017 |
| ↗518 | ↘514 | ↘479 | ↘456 | ↘443 | ↘427 | ↘419 |
| 2018 | 2019 | 2020 | 2021 |      |      |      |
| ↘418 | ↘409 | ↘393 | ↗396 |      |      |      |

## Инфраструктура
В селе работает сельскохозяйственная организация ООО «Рассвет», крестьянские и крестьянско-фермерские хозяйства («Элита», «Нива-2» и другие), есть коммунальные предприятия (ООО «Макаровское»), МКОУ «Макаровская средняя общеобразовательная школа», МКУК «Культурно-досуговый центр», магазин, ФАП.
Некоммерческая организация Благотворительный фонд «Трезвый Алтай» в селе Макарово оказывает поддержку и социальную реабилитацию людям с трудной судьбой.

## Транспорт
Недалеко от села проходит региональная автодорога Батурово-Киприно-Юдиха. Доступна автомобильная трасса P380 Барнаул-Камень-на-Оби, по которой курсируют междугородние автобусы маршрута «Барнаул-Макарово».